# Mellerud
För andra betydelser, se Mellerud (olika betydelser).
Mellerud är en tätort i Dalsland samt centralort i Melleruds kommun i Västra Götalands län.
Mellerud, 37 kilometer norr om Vänersborg,  har 3 974 invånare (2023). Mellerud ligger vid järnvägen Norge/Vänerbanan (Göteborg–Kil–Karlstad) och vid E45 samt länsväg 166. Orten fungerar som serviceort för kommunen och delar av angränsande kommuner. Mellerud har under de senaste decennierna blivit allt mer av en sommarort och är tillfällig bostad för turister främst från Tyskland, Sverige, Norge och Nederländerna.[källa behövs]

## Historia

### Administrativa tillhörigheter
Mellerud är belägen i Holms socken och ingick efter kommunreformen 1862 i Holms landskommun. 1908 utbröts ur landskommunen Melleruds köping som sedan 1921 och 1952 utökades med resterna av Holms landskommun,  varefter samhällets omfattning bara var en mindre del av köpingskommunens.  1969 skedde ytterligare utökningar innan köpingskommunen 1971 uppgick i Melleruds kommun med Mellerud som centralort.
I kyrkligt hänseende har orten alltid hört till  Holms församling.
Orten ingick till 1910 i Nordals tingslag, därefter till 1948 i Nordals och Sundals tingslag och därefter till 1971 i Nordals, Sundals och Valbo tingslag. Sedan 1971 ingår Mellerud i Vänersborgs tingsrätts domsaga.

### Befolkningsutveckling
| Befolkningsutvecklingen i Mellerud 1960–2020 | Befolkningsutvecklingen i Mellerud 1960–2020 | Befolkningsutvecklingen i Mellerud 1960–2020 | Befolkningsutvecklingen i Mellerud 1960–2020 | Befolkningsutvecklingen i Mellerud 1960–2020 |
| -------------------------------------------- | -------------------------------------------- | -------------------------------------------- | -------------------------------------------- | -------------------------------------------- |
|                                              |                                              |                                              |                                              |                                              |
| År                                           |                                              |                                              | Folkmängd                                    | Areal (ha)                                   |
| 1960                                         | 1960                                         |                                              | 2 833                                        |                                              |
| 1965                                         | 1965                                         |                                              | 3 119                                        |                                              |
| 1970                                         | 1970                                         |                                              | 3 368                                        |                                              |
| 1975                                         | 1975                                         |                                              | 3 579                                        |                                              |
| 1980                                         | 1980                                         |                                              | 3 788                                        |                                              |
| 1990                                         | 1990                                         |                                              | 3 990                                        | 304                                          |
| 1995                                         | 1995                                         |                                              | 4 063                                        | 305                                          |
| 2000                                         | 2000                                         |                                              | 3 832                                        | 309                                          |
| 2005                                         | 2005                                         |                                              | 3 796                                        | 310                                          |
| 2010                                         | 2010                                         |                                              | 3 750                                        | 310                                          |
| 2015                                         | 2015                                         |                                              | 3 797                                        | 319                                          |
| 2020                                         | 2020                                         |                                              | 3 991                                        | 322                                          |
|                                              |                                              |                                              |                                              |                                              |

## Byggnader
Tingshuset i jugendstil restes 1909 enligt arkitekten Lars Kellmans ritningar för Nordals och Sundals tingslag. I Tingshuset hålls kommunfullmäktiges möten. De två övre våningarna är hemvist för Melleruds Museum, med en stor släktforskningsavdelning.
I Mellerud finns en K-märkt biograf, Centrumsalongen, som drivs av Melleruds IF. År 2002 invigdes Kulturbruket på Dal, som bland annat innehåller en konsert- och teaterlokal som drivs av kommunen.

## Näringsliv
AB Melleruds Skoindustri tillverkade trätofflor mellan 1909 och 1975, då företaget lades ned. Verksamheten startades 1909 under namnet E R Anderssons Trätoffelfabrik. Man verkade först i förhyrda lokaler men lät 1918 uppföra egna fabrikslokaler i kvarteret Järven. 1960 uppfördes nya fabrikslokaler och de gamla revs 1971. Strax efter andra världskriget hade företaget en lågkonjunktur, men fick därefter ett uppsving. 1947 övertog Cajser Westling ledningen av fabriken och i samband med detta ändrades företagsnamnet till AB Melleruds Skoindustri. i början av 1970-talet hade man ett 50-tal anställda. 
Företaget tillverkade uppemot 1 500 par trätofflor per dag med export till Tyskland, Norge och USA, under varumärken som Dalbo Toffeln. Melleruds Skoindustri sponsrade svenska landslagets deltagande i Världsmästerskapet i fotboll 1970 med trätofflor. 
Tidigare har det även funnits en pianofabrik på orten.
Melleruds bryggeri som främst är känt för sitt öl kommer från orten, men nuförtiden är det Spendrups som brygger de olika varianterna Melleruds öl. 
Den största privata arbetsgivaren i Melleruds kommun är Emballator Mellerud AB, som tillverkar bl.a. sportflaskor, dunkar och flaskor till läkemedelsindustrin. Andra större privata arbetsgivare är Daloc och Hellbergs dörrar. Mellerud är också ett handelscentrum med bland annat fyra större livsmedelsaffärer och en rad mindre specialbutiker.
En stor del av invånarna i Melleruds kommun pendlar till de närliggande kommunerna för att arbeta.

### Handel
Mellerud har ett område för centrumhandel runt Köpmantorget och Storgatan. Där finns bland Ica-butiken Kronan, en Hemköp och fram till 2019 även Coop Konsum. Enligt SCB:s avgränsning av handelsområden för år 2015 fanns här ett sådant med koden 1461H001 och runt 100 anställda fördelade på 16 arbetsställen för detaljhandel.
I december 2015 godkändes bygglovsansökan för köpcentret Melleruds Handel i Västerråda i ortens nordvästra del. Melleruds Handel ägdes då till lika delar av Coop Väst och Orvelingruppen. Byggandet kunde inledas i maj 2018 och den 22 oktober 2019 invigdes köpcentrumet. I samband med detta stängde gamla Konsum vid Köpmantorget. För handelsområdesbegränsningen för år 2020 fick området runt Melleruds Handel koden 1461H002 och uppskattades ha elva arbetsställen för detaljhandel.
Ortens kooperativa verksamhet har sitt ursprung i Melleruds konsumtionsförening som konstituerades i september 1927. Man hade då köpt en handelslokal och hoppades kunna öppna i mars 1928. I juli 1930 öppnades en filial i Åsensbruk. Vid ett möte den 12 april 1942 bestämdes att föreningens namn skulle ändras till Mellersta Dals konsumtionsförening u. p. a. År 1946 hade föreningen butiker i Mellerud, Brålanda, Åsensbruk, Håverud, Dals Rostock, Erikstad och Dalskog. När föreningen firade sitt 40-årsjubileum 1967 hade den ett snabbköp i Mellerud, butiker i Brålanda, Åsensbruk och Dals Rostock samt varubuss, charkuteributik och textilbutik. Med tiden drogs de flesta filialerna in, varefter föreningen bara fanns i Mellerud och Åsensbruk. År 2004 försökte styrelsen få till en fusion med Konsumentföreningen Bohuslän-Älvsborg, men medlemmarna röstade mot den gången. Ett senare försök till fusion gick dock igenom och den 1 oktober 2010 uppgick Konsum Mellersta Dal i Konsum Bohuslän-Älvsborg.

### Bankväsende
Nordals härads sparbank grundades 1870 med huvudkontor i Mellerud. Efter att verksamheten utökats bytte banken namn till Dalslands sparbank år 2009, men drivs alltjämt som en fristående sparbank.
Enskilda banken i Venersborg hade kontor i Mellerud åtminstone sedan 1870-talet. År 1918 inledde Dalslands bank sin verksamhet med huvudkontor i Mellerud. Dalslands bank togs år 1942 över av Skandinaviska banken och året därpå uppgick Vänersborgsbanken i Handelsbanken. År 1971 träffades en överenskommelse om att Handelsbanken skulle ta över Skandinaviska bankens kontor på orten.
Den 29 januari 2018 lade Handelsbanken ner kontoret i Mellerud. Därefter hade sparbanken ortens enda bankkontor.

## Utbildning
I Melleruds kommun finns det sex grundskolor, varav två i centralorten Mellerud, och en gymnasieskola.

## Evenemang
Första helgen i juli varje år äger Kanalyran rum. Den hölls första gången 1968 i samband med Dalslands Kanals hundraårsjubileum.  De senaste åren har Kanalyran fått en mer lokal prägel med artister med anknytning till närområdet. Numera är det en tredagarsfest, fredag–söndag, med två dagar kring Torget i Mellerud och en dag i Håverud.